# Pavol Šafranko
Pavol Šafranko (ur. 16 listopada 1994 w Svidníku) – słowacki piłkarz grający na pozycji napastnika w Sepsi Sfântu Gheorghe.

## Kariera klubowa
Pochodzi z Brusnicy. Wychowanek MŠK Tesla Stropkov, z którego w 2012 roku trafił do Tatrana Preszów. W 2013 roku został włączony do kadry pierwszej drużyny tego klubu. W styczniu 2016 został wypożyczony do ŽP Šport Podbrezová. W styczniu 2017 podpisał trzyipółletni kontrakt z DAC 1904 Dunajská Streda. W sierpniu 2017 podpisał czteroletni kontrakt z Aalborg BK. W sierpniu 2018 został wypożyczony na rok do Dundee United F.C. W sierpniu 2019 podpisał trzyletni kontrakt z Sepsi Sfântu Gheorghe.

## Kariera reprezentacyjna
Młodzieżowy reprezentant Słowacji. Z kadrą do lat 21 zagrał w 2017 roku na mistrzostwach Europy U-21, na których wystąpił w dwóch meczach: wygranym 2:1 z Polską, w którym strzelił gola i wygranym 3:0 ze Szwecją. W pierwszej reprezentacji Słowacji zadebiutował 8 stycznia 2017 w przegranym 1:3 meczu z Ugandą.

## Życie osobiste
Pochodzi z rusińskiej mniejszości narodowej. Ma pięcioro rodzeństwa, jego starszy brat Ján również był piłkarzem. Jego ulubionym piłkarzem jest Cristiano Ronaldo. Studiował na Uniwersytecie Preszowskim na wydziale wychowania fizycznego, ale po roku porzucił studia, by skupić się na karierze piłkarskiej.